# Медисън (окръг, Кентъки)
Окръг Медисън (на английски: Madison County) е окръг в щата Кентъки, Съединени американски щати. Площта му е 1147 km², а населението - 82 292 души (2008 (est.)). Административен център е град Ричмънд.